# Henleophytum plumigerum
Henleophytum plumigerum är en tvåhjärtbladig växtart som beskrevs av Sauv.. Henleophytum plumigerum ingår i släktet Henleophytum och familjen Malpighiaceae. Inga underarter finns listade i Catalogue of Life.